# Gangstar: New Orleans
Gangstar: New Orleans est un jeu vidéo de type GTA-like sorti en 2017 pour Microsoft Windows, iOS, Android et développé par Gameloft. Sorti en mars 2017, il s'agit du huitième épisode de la série Gangstar.

## Description
Gangstar : New Orleans est un jeu vidéo d'action-aventure en monde ouvert publié par Gameloft et développé par au moins une de ses filiales pour iOS et Android. Le gameplay est similaire à son prédécesseur ; il se déroule à La Nouvelle-Orléans et nécessite normalement une connexion Internet persistante pour fonctionner. Les véhicules sont les mêmes que dans le précédent volet, mais il y a quelques nouvelles voitures. Il y a des événements en ligne auxquels tout le monde peut participer pour gagner des récompenses. Il existe également de nombreuses récompenses qui peuvent être obtenues en regardant des publicités. 

## Accueil
- Eurogamer : 4/10[2]

- Pocket Gamer : 3/5[3]
- Metacritic : 48/100[4]